# Керасија
Керасија (грчки: Κερασιά) је насељено место у саставу општине Кожани, округ Кожани, у периферији Западна Македонија, Грчка.

## Географија
Село Керасија налази се око 15 km од града Кожана.

## Историја
На крају 19. века Керасија је мало грчко хришћанско село у југозападном делу Кожанске казе Османске империје.
По статистикама службеника Бугарске егзархије Васила К'нчова из 1900. године, у селу Керасија живи 85 Грка.
По подацима грчког конзулата у Еласони 1904. године у селу живи 100 православних Грка.
У Првом балканском рату 1912. године село је ослободила грчка војска. После Другог балканског рата 1913. године, после договора о подели османске области Македоније село улази у састав Краљевине Грчке.

## Керасија данас
Керасија је данас село са 192 становника. Главни сеоски празник је Илиндан, који се по новом календару обележава 20. јула.